# پرستوی خانگی

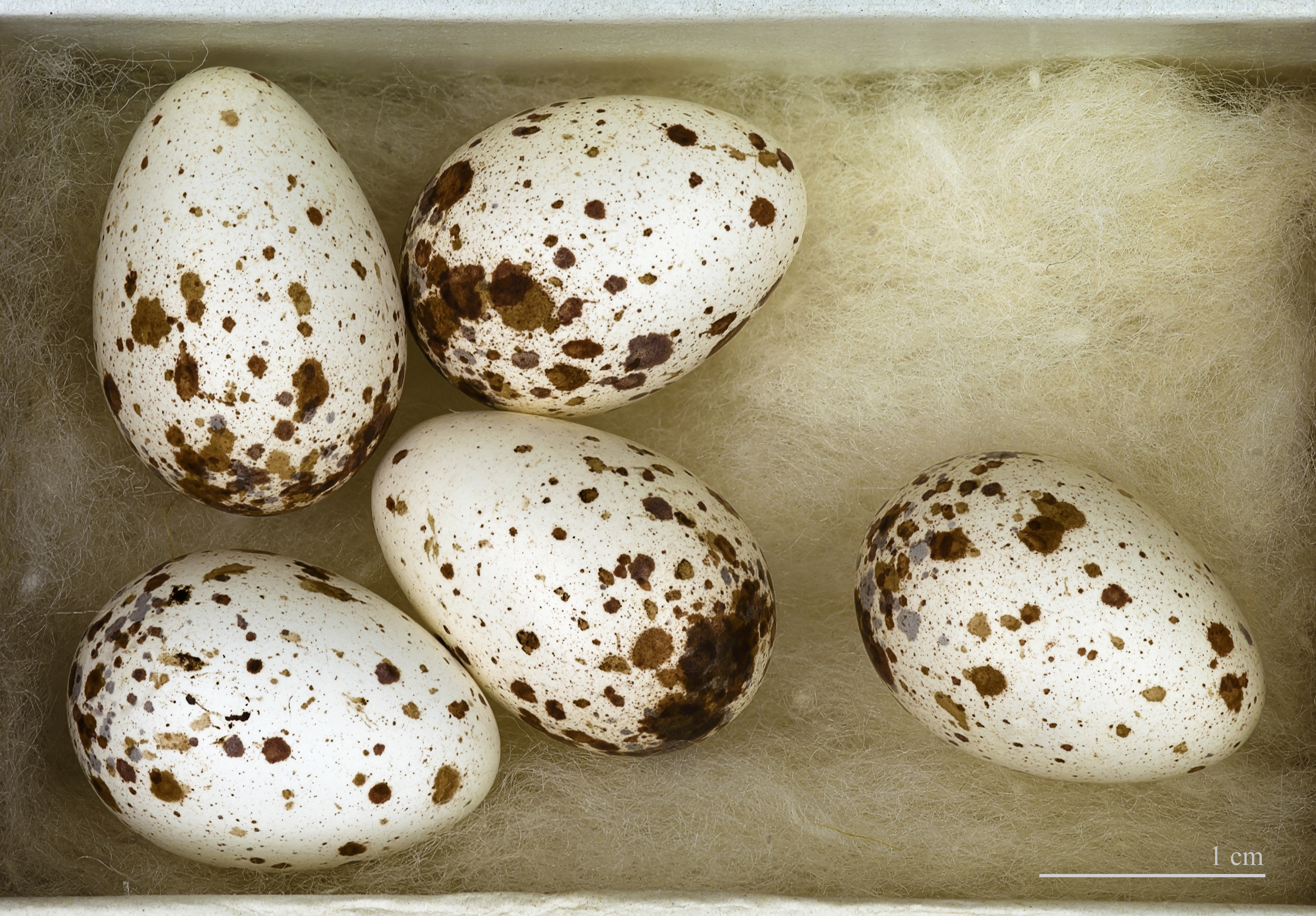
Hirundo rustica

پرستوی خانگی یا پرستوی معمولی (نام علمی: Hirundo rustica) پراکنده‌ترین گونهٔ پرستو است. پرنده‌ای از گروه گنجشک‌سانان با بالاتنه آبی، نوک تیز و خمیده‌است که در اروپا، آسیا، آفریقا و آمریکا یافت می‌شود.
شش زیرگونه از چلچله وجود دارد که در نیمکره شمالی پراکنده هستند. چهار گونه در زمستان به نیمکره جنوبی مانند آرژانتین و شمال استرالیا مهاجرت می‌کنند. اگرچه به علت بزرگی این نگرانی کمی برای انقراض وجود دارد اما به شدت از تعداد آنها در محل‌های صنعتی مانند فرودگاه بین‌الملی دوربان کم شده‌است. این پرنده جزو پرنده‌های ملی استونی به‌شمار می‌رود.

## توصیف ظاهری
طول چلچله از سر تا انتهای دم ۱۶ سانتی‌متر است. ویژگی آن داشتن دم دوشاخهٔ بلند است که در هنگام گسترده بودنش لکه‌های کوچک سفیدی بر آن دیده می‌شوند. رنگ روتنه آبی سیاه است، گلو و پیشانی بلوطی، نوار سینه تیره، و زیرتنه نخودی هستند. زیرگونهٔ فلسطینی این پرنده با زیرتنهٔ قرمز نخودی دیده می‌شود.
پرنده‌های جوان فاقد شاخه‌های دم هستند اما نوار سینه و بال‌هایشان قهوه‌ای و پیشانیشان بلوطی کمرنگ است. پرواز این پرندگان قوی و باشکوه است و حشرات را اغلب در بالای سطح زمین و در هوا شکار می‌کنند.

## زیستگاه
چلچله‌ها در فضاهای باز، کشتزارها، و نزدیک مناطق مسکونی آشیانه می‌سازند. آن‌ها آشیانه خود را بر روی سقف خانه‌ها یا شکاف دیوارها با بهره‌گیری از گل می‌سازند. در ایران، این پرندگان را می‌توان به تعداد زیاد در تابستان‌ها یافت و احتمال دارد که تعدادی از آن‌ها در زمستان‌ها در جنوب کشور باقی بمانند.
این پرنده زمستان را در نیجریه سپری می‌کند و با وجود منابع غذایی فراوان آنجا را محل مناسبی برای تخم‌گذاری نمی‌بیند از این رو نزدیک بهار مهاجرتی ۵هزار کیلومتری را به سمت اروپا آغاز می‌کند. طی این مسیر صحرای آفریقا بزرگ‌ترین چالش این پرنده با مرگ است که مسافتی ۱۵۰۰ کیلومتری وسط صحرا را بدون آب و غذا طی ۴ روز طی کند. در جنوب لیبی این پرنده به ایستگاه وسط راه می‌رسد دریاچه‌ای از آب جوشان زیر زمینی وسط کویر به نام ام‌الماء در یوباری. آب این دریاچه به دلیل تغییر شرایط آب و هوایی کره زمین طی سالها کم شده و ۵ برابر از آب دریا شورتر است اما میزبان مگس‌های آب شور است که به دلیل ساختار بدنی می‌توانند آب شور را به صورت شیرین ذخیره کنند و منبع آب و غذایی خوبی برای چلچله باشند. برخی پرنده‌ها مانند دم‌جنبانک‌ها در این محل متوقف شده و شروع به شکار می‌کنند. برنامه‌ریزی مسافرت این پرنده به صورتی است که بهار به اروپا می‌رسند.

## نگارخانه

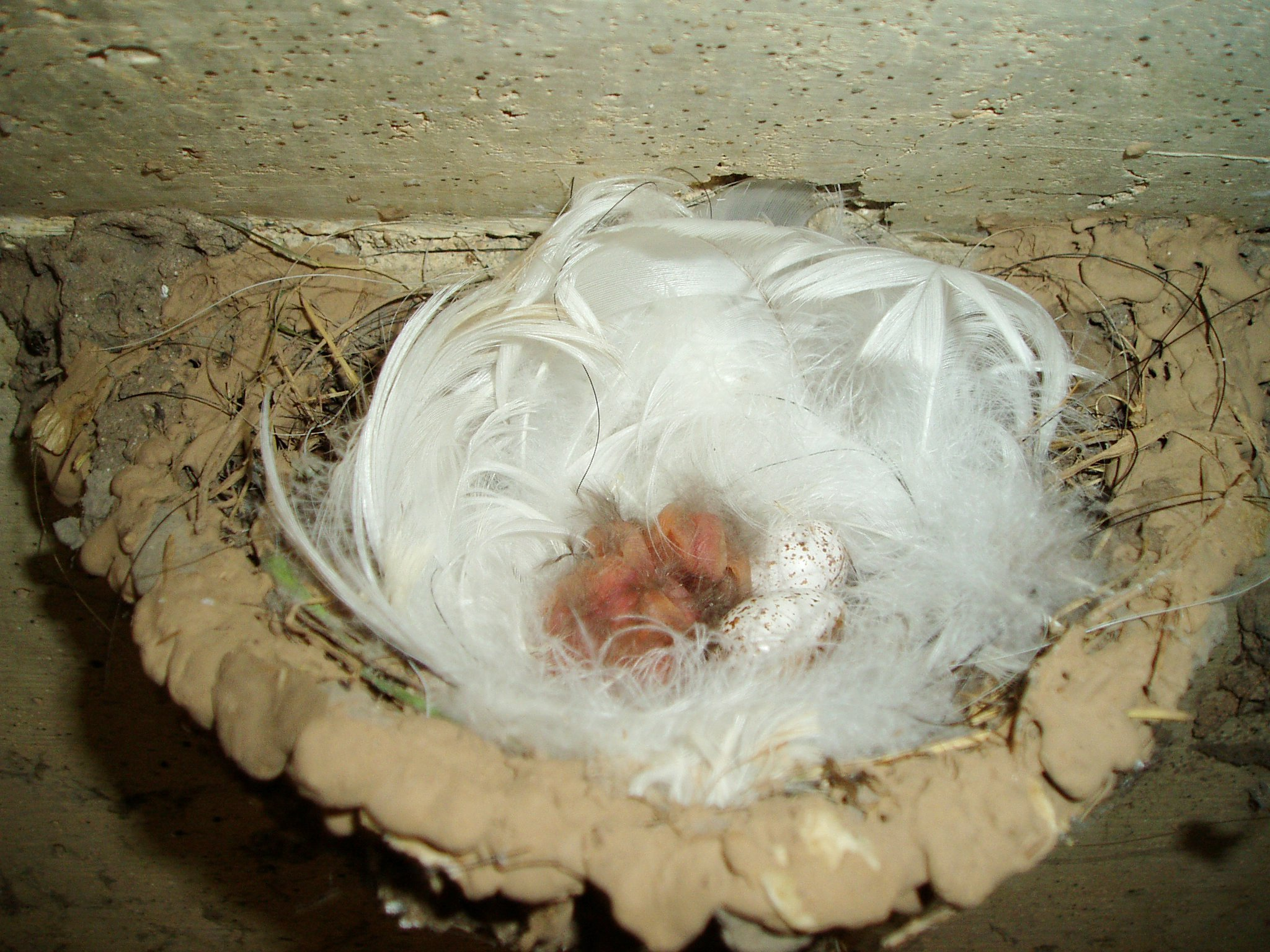
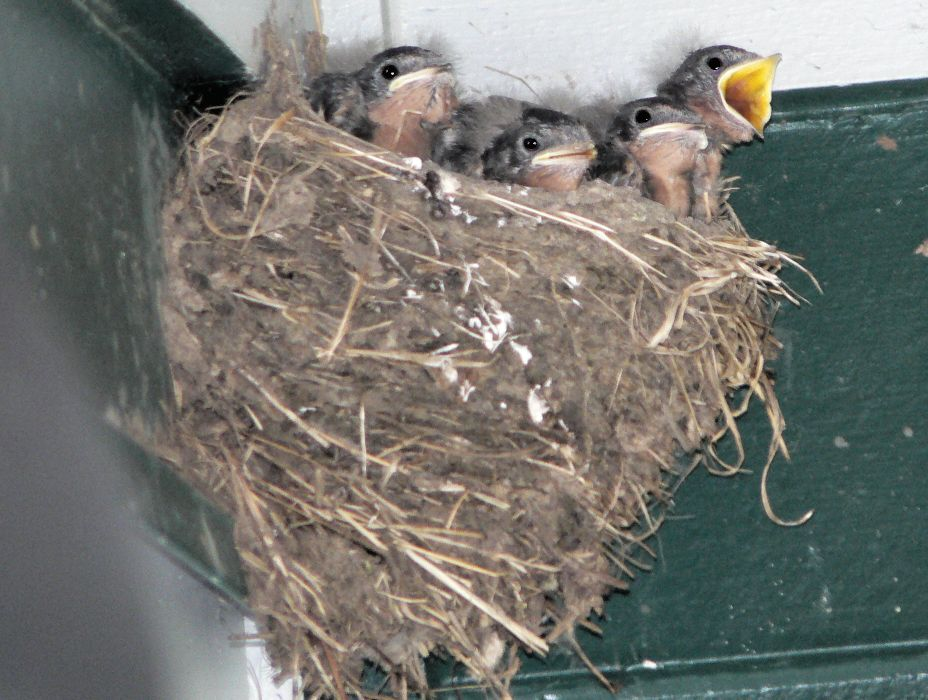
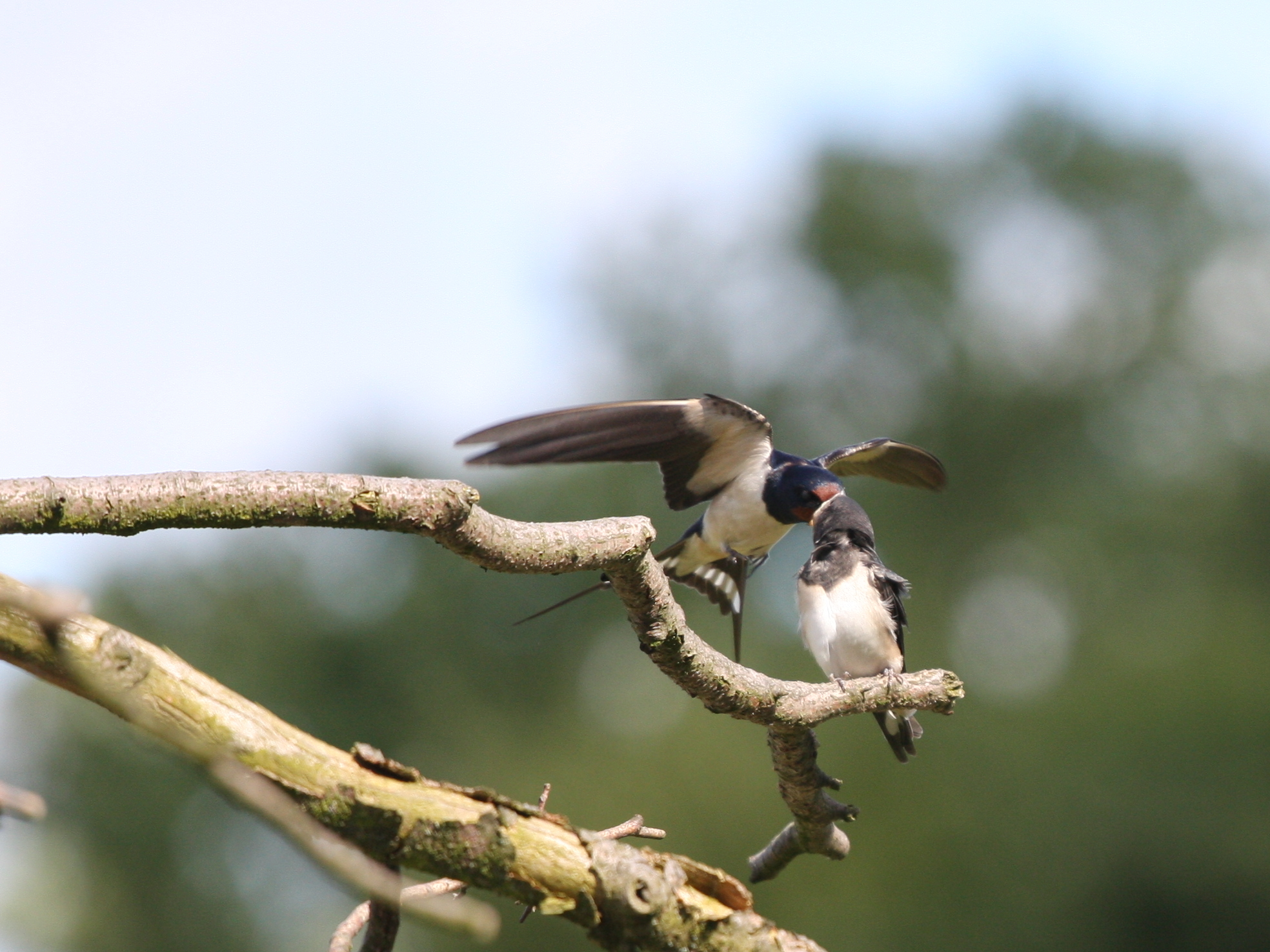
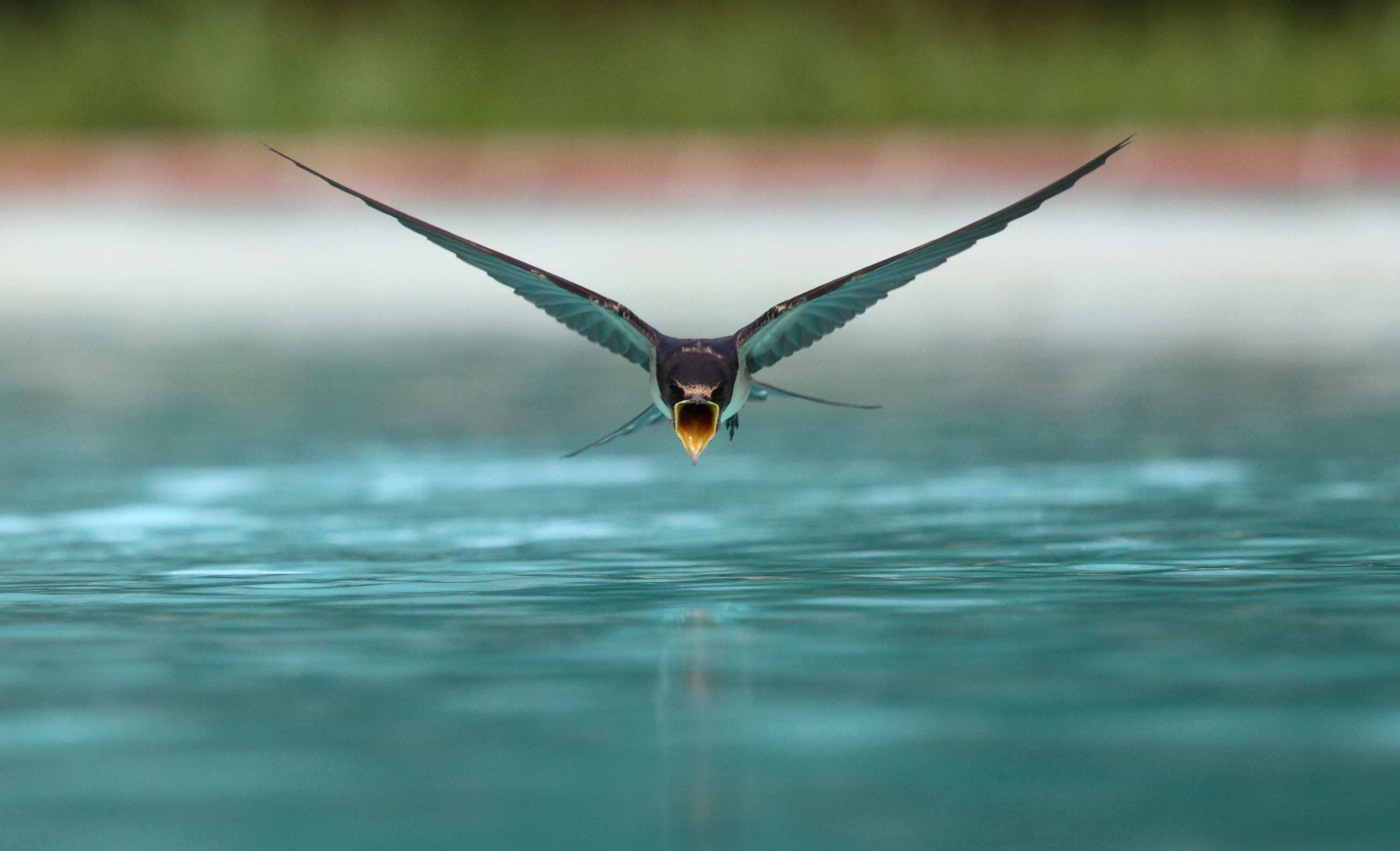
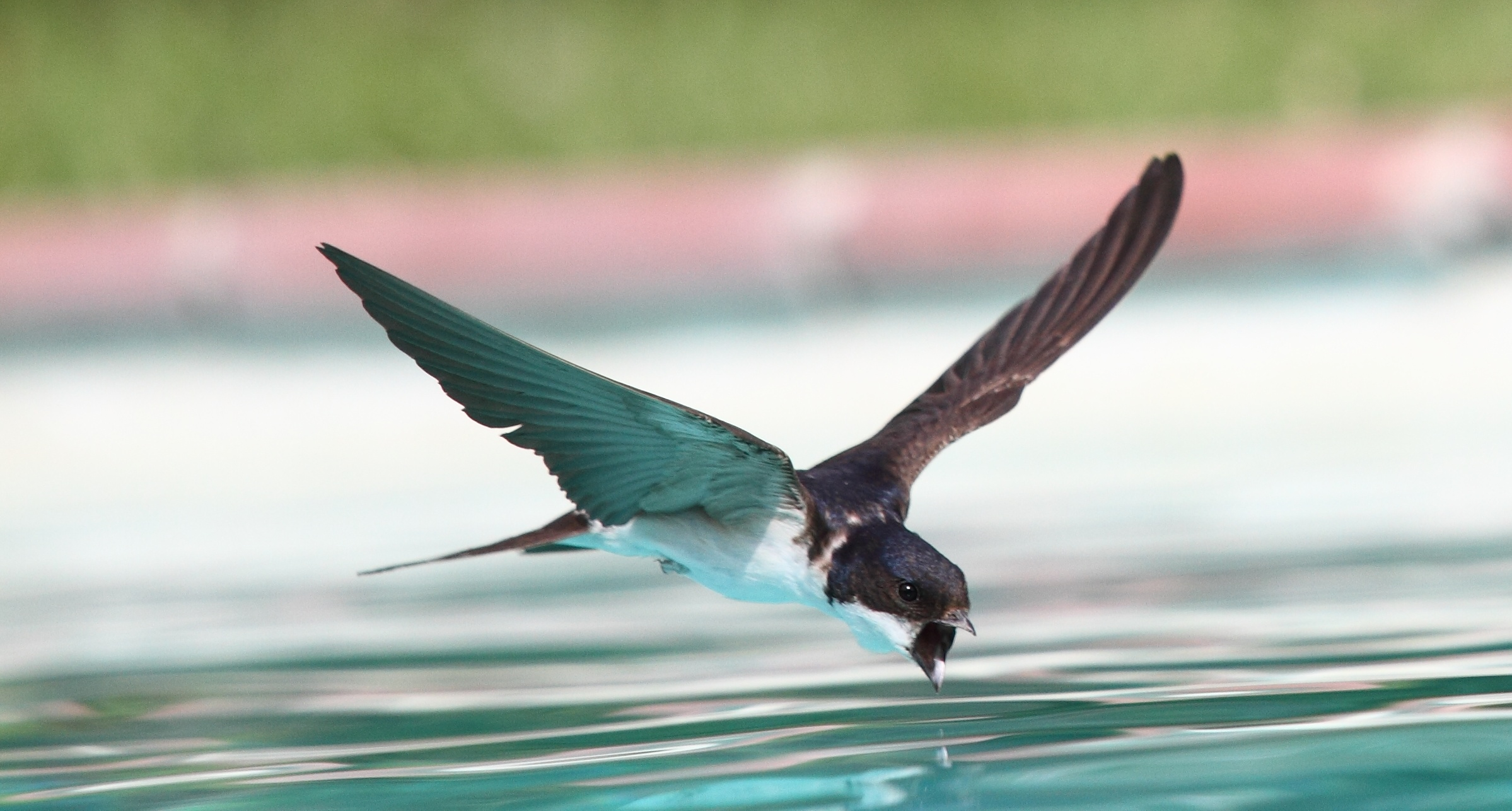